# Gaia Bassani Antivari
Gaia Bassani Antivari (aserbaidschanisch Qaya Bassani Antivari; * 8. Juli 1978 in Mailand) ist eine italienisch-grenadinisch-aserbaidschanische Skirennläuferin.

## Karriere
Ihr internationales Debüt gab Bassani Antivari bei einem sogenannten Citizen Rennen der FIS In Caspoggio im Februar 1996, damals noch als Läuferin für Italien. Zu Beginn der Saison 1999/2000 startete sie erstmals für den grenadischen Verband. Für diesen nahm sie auch 2001 an ihrer ersten Weltmeisterschaft teil, in St. Anton schied sie jedoch im Slalom aus. Im Riesenslalom trat sie trotz Meldung nicht an. Ihr letztes Rennen für Grenada bestritt Bassani Antivari am 14. April 2002 in Lenzerheide.
Im März 2008 trat sie wieder bei internationalen Rennen an, nun allerdings für Aserbaidschan. 2009 nahm sie für dessen Verband an der Weltmeisterschaft in Val-d’Isère teil. Dort erreichte sie mit Platz 51 im Riesenslalom ihr bestes Ergebnis bei einem internationalen Großereignis.
In der darauffolgenden Saison trat Bassani Antivari erstmals bei Olympischen Winterspielen an. In Vancouver erreichte sie den 57. Rang im Riesenslalom, im Slalom schied sie im ersten Durchgang aus. Bei ihrer zweiten Olympiateilnahme vier Jahre später in Sotschi war sie zwar für einen Start im Slalom gemeldet, trat allerdings nicht an.
Seitdem ist sie bei keinem internationalen Rennen mehr in Erscheinung getreten.

## Erfolge

### Olympische Winterspiele
- Vancouver 2010: 57. Riesenslalom, DNF Slalom
- Sotschi 2014: DNS Slalom

### Weltmeisterschaften
- St. Anton 2001: DNF Slalom, DNS Riesenslalom
- Val-d'Isère 2009: 51. Riesenslalom, DNF Slalom

### Sonstige Erfolge
- 2 Platzierungen unter den besten 10 bei FIS-Rennen